# Makiivka, Varva
Makiivka (în ucraineană Макіївка) este o comună în raionul Varva, regiunea Cernihiv, Ucraina, formată numai din satul de reședință.

## Demografie
Componența lingvistică a comunei Makiivka
     Ucraineană (97,89%)
     Rusă (2,11%)
Conform recensământului din 2001, majoritatea populației comunei Makiivka era vorbitoare de ucraineană (97,89%), existând în minoritate și vorbitori de rusă (2,11%).